# A Guerra dos Judeus

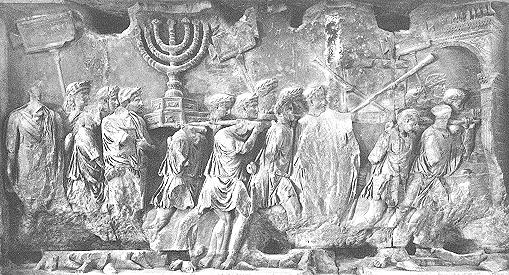
Pormenor do Arco de Tito, onde é amostrada a espoliação do menorá do Segundo Templo após a queda de Jerusalém, acontecimento narrado em "A guerra dos judeus".

A Guerra dos Judeus ou A Guerra Judaica (em grego:  Ἰουδαϊκοῦ πόλεμος, transl. Ioudaikou polemos; em latim: De bello iudaico) é uma obra literária escrita no século I pelo autor judeu-romano Flávio Josefo. É centrada na História da Antiga Israel, da conquista de Jerusalém por Antíoco IV Epifânio em 164 a.C. até o final da Primeira guerra judaico-romana em 73 d.C..
Seu título completo é Livros de Flávio Josefo sobre a Guerra Judaica contra os Romanos (em grego:  Φλαυίου Ἰωσήπου ἱστορία Ἰουδαϊκοῦ πολέμου πρὸς Ῥωμαίους βιβλία, transl. Phlauiou Iōsēpou historia Ioudaikou polemou pros Rōmaious biblia)

## Composição
A obra foi escrita num intervalo definido entre 75 e 79, pois Josefo menciona na mesma obra a dedicação do Templo da Paz em 75, bem como que entregou uma cópia a Vespasiano, morto em 79. Originalmente foi escrita em aramaico, a língua materna de Josefo, sendo esta uma versão não conservada. A versão que chegou até o nossos dias foi uma tradução para o grego ático, num estilo mais clássico do que o próprio da koiné, e supervisada pelo próprio autor; embora Josefo fosse conhecedor da língua e da cultura gregas, é provável que não pudesse ter traduzido a obra completa com os conhecimentos que tinha, e que contasse com a ajuda de colaboradores. O fato de não escolher o latim para traduzir a sua obra pode ser que não gozasse ainda de uma ampla difusão nessa época, enquanto o grego supunha um veículo mais idôneo para transmitir a sua obra entre a comunidade judaica da zona oriental do Império, sumamente helenizada. Também existe uma tradução para o antigo eslavo eclesiástico, a qual perdurou até a atualidade.

## Motivação
Apesar de o relato de Josefo ser uma das escassas fontes a respeito da primeira guerra judaico-romana (o Talmude também contribuiu com informação no Gittin do Nashim), a neutralidade e o rigor historiográfico do texto ficam muito questionados. Josefo foi um dos líderes judeus do conflito e, após ser capturado pelos romanos, entrou ao serviço do futuro imperador Vespasiano, sob cujo reinado foi escrita esta obra. Enquanto as Antiguidades judaicas e o Contra Apião defendem o judaísmo, em A guerra dos judeus adverte-se claramente um estilo apologético filo-romano, com o que se tenta exculpar o Império Romano da origem da guerra, refletida mais como uma revolta interna do império que como uma luta independentista.
Josefo também não inculpa os judeus na íntegra, mas assinala como causa do conflito numa minoria judaica (fariseus, zelotes, sicários e outros grupos radicais) que odiava os romanos frente ao restante da população, silenciando o sentimento generalizado anti-romano.
Josefo à época não compreendia, mas esses grupos e sua agressividade, foram de suma importância para que se mantivesse viva, parte das táticas de guerra utilizadas desde à reconquista de Canaã. O Joshua Ra, ou tática de defesa criada e batizada de Guerra de Josué. Habitualmente, Josefo acostuma referir-se a esses grupos pejorativamente, denominando-os "bandidos" e "tiranos". Também não chega a incidir no messianismo latente no ideário judeu como uma das causas da instabilidade política de Judeia. Contudo, a obra é mais laudatória para Roma do que escusatória para os judeus, devido primariamente às circunstâncias da sua redação, pois Josefo encontrava-se em Roma, acolhido pelos Flávios. O objetivo último da obra seria o de desanimar qualquer futura rebelião contra o poder romano, firmemente estabelecido numa zona tão conflituosa quanto o Mediterrâneo oriental, algo que Josefo chega a insinuar na mesma obra.
Quanto à figura de Josefo, se tem de diferenciar a consideração que se arroga ele próprio como autor da obra e como partícipe dos acontecimentos bélicos durante a rebelião judaica. Como autor tenta apresentar-se como um historiador objetivo e neutral, apesar de ser evidente a finalidade persuasiva da obra, e como o tratamento dos fatos cede à compreensão de um e outro grupo segundo a passagem. A respeito da figura de Josefo como personagem da sua própria obra, fica patente a sua preocupação por aparecer frente do seu próprio povo como um traidor, algo bem refletido no seu discurso frente a Jerusalém.
De fato Josefo não ficou visto como traidor entre os judeus, mas como um atenuante para a violência diuturna grafada nas vidas de cada cidadão judeu que na verdade não tinha a menor ideia de liberdade ou paz.

## Estrutura
A obra é dividida em sete livros, como já avança o próprio Josefo no proêmio. O livro I narra os acontecimentos desde a sublevação dos Macabeus (167 a.C.) até a morte de Herodes, o Grande, sendo o único dos reis judeus sobre o qual Josefo se estende com pormenor. O livro II relata desse momento (4 a.C.) até 66 d.C., centrando-se nos sucessores de Herodes e o governo dos procuradores romanos, narrando os começos da revolta judaica na Cesareia e as primeiras atividades em Galileia do próprio Josefo como líder militar. O livro III versa sobre a campanha dos romanos em Galileia até Outono de 67, narrando a chegada à frente de Vespasiano, a tomada de Jotapata e a rendição de Josefo. O livro IV dá conta das últimas atividades dos romanos em Galileia, a tomada de Gamala e a ascensão ao trono de Vespasiano após a morte de Nero no chamado ano dos quatro imperadores (69).
Os livros V e VI são os mais destacados da obra, ao narrar o assédio e a queda de Jerusalém (70), e a destruição do Segundo Templo por ordem de Tito, fatos aos quais assistiu o próprio Josefo como testemunha direta. Finalmente, o livro VII é um acréscimo posterior e menos rigoroso, que se centra nas últimas operações militares romanas na Judeia, como a conquista das três últimas fortalezas judaicas rebeldes (o Heródio, Maqueronte e Massada), as honras recebidas pelos Flávios em Roma e as postreiras revoltas judaicas do Egito e Cirene.